# Jack Silcock
John Silcock – detto Jack – (Wigan, 15 gennaio 1898 – 28 giugno 1966) è stato un calciatore inglese.

## Carriera
Nel 1919 iniziò la carriera professionistica nel Manchester United, squadra con la cui maglia avrebbe giocato oltre 400 gare in campionato segnando due gol, prima di trasferirsi nel 1934 all'Oldham Athletic.
Ha rappresentato la Nazionale inglese in 3 incontri, disputati tra il 1921 e il 1923.